# ウルフハウンド 〜天空の門と魔法の鍵〜
『ウルフハウンド 〜天空の門と魔法の鍵〜』（ウルフハウンド てんくうのもんとまほうのかぎ、原題：WOLFHOUND）は、2006年12月28日にロシアより公開された映画作品。暗黒の女神モラナが支配した時代を背景にして、少年・ウルフハウンドが一族の誇りを取り戻す物語を描いたファンタジー・アドベンチャー作品。この映画は約24億円の製作費を投入し、ニコライ・レベデフ監督、アレクサンドル・ブハロフが主演を担当する。
日本では劇場未公開。2008年4月4日にトランスフォーマーよりDVD（TMSS-083）が発売されている。

## キャスト
- アレクサンドル・ブハロフ[1] - Volkodav[2]
- オクサナ・アキンシナ[1] - Knesinka Elen[2]
- アレクサンドル・ドモガロフ（英語版、ロシア語版）[1] - Lyudoed[2]
- イゴール・ペトレンコ[1] - Luchezar[2]
- アルチョム・セマーキン[1] - Evrikh[2]

## スタッフ
- 監督 - ニコライ・レベデフ[1]
- 製作 - セルゲイ・ダニエルヤン[1]、ルーベン・ディシュディシュヤン[1]、ユーリ・モロツ
- 脚本 - ニコライ・レベデフ[1]、マリヤ・サミョノヴァ[3]
- 撮影 - アイレク・ハートウィッツ[1]
- 視覚効果 - イリア・チュリノフ